# 下山順一
下山 順一（しもやま じゅんいち、1921年11月15日 - 2014年10月26日）は、日本のアナウンサー。

## 来歴・人物
大正10年（1921年）11月15日、東京市下谷区下根岸に生まれる。早稲田大学卒業後、昭和24年(1949年)日本放送協会(NHK)にアナウンサーとして入局。名古屋中央放送局、静岡放送局、新潟放送局、大阪中央放送局でアナウンス業務に従事した。特にスポーツ実況中継に多く携わり、大相撲、高校野球、プロ野球、ラグビー、国民体育大会等の幅広い種目で、ラジオ実況さらに放送が開始されたテレビでの実況中継を担当した。昭和33年12月、民間放送テレビ局の1社として新たに開局した名古屋市東区に本社を置く東海テレビ放送(THK)にアナウンス室長として移籍。昭和34年3月、同局初のプロ野球中継となった中日ドラゴンズ対西鉄ライオンズのオープン戦を実況中継した。THKではニュース、同局制作ドキュメンタリー番組等の他、スポーツ中継を中心的に担当した。プロ野球中日ドラゴンズ戦、オールスターゲーム、当時民間放送で中継した大相撲各場所、中京競馬場での重賞レース等の他、フジテレビ系列番組「プロ野球ニュース」、スポーツ以外では「スター千一夜」の司会を務め、スポーツ選手、人気歌手等のゲストと対談した。昭和39年(1964年)東京オリンピックでは、女子800m決勝等の陸上競技等を実況。また、昭和40年(1965年)に当時人気を博したプロボクシングにおいて、名古屋市愛知県体育館で行われた世界バンタム級タイトルマッチで50戦無敗の王者エデル・ジョフレ（ブラジル）の９度目の防衛戦に挑んだ元世界フライ級王者ファイティング原田が圧倒的不利の予想を覆して勝利した。この世紀の一戦を解説矢尾板貞雄と共にフジテレビ系列全国ネットワーク中継で実況した。アナウンサー退任後は、東海テレビ放送大阪支社長、本社編成局長等を歴任。平成26年(2014年)10月26日92才で死去。

## 担当番組
- 大相撲中継
- 高校野球中継
- プロ野球中継
- 昭和36年プロ野球オールスターゲーム中継
- 昭和39年プロ野球オールスターゲーム中継
- 昭和39年東京オリンピック中継
- ラグビー中継
- 国民体育大会中継
- 中央競馬（中京）中継
- ボクシング中継

## 関連人物

### NHKアナウンサー
- 志村正順
- 河原武雄
- 野瀬四郎
- 岡田実
- 川原恵輔
- 北出清五郎
- 鈴木文彌
- 福島幸雄
- 土門正夫
- 佐藤隆輔

### 東海テレビ放送アナウンサー
- 内田検二
- 首藤満
- 吉村功

### 大相撲解説者
- 神風正一
- 玉ノ海梅吉
- 大山渉

### プロ野球解説者
- 小西得郎
- 国枝利通
- 南村侑広
- 楠安夫